# Giddadasanapura, Kunigal
Giddadasanapura là một làng thuộc tehsil Kunigal, huyện Tumkur, bang Karnataka, Ấn Độ.